# The General Strike
The General Strike is het negende studioalbum van de Amerikaanse punkband Anti-Flag dat op 20 maart 2012 werd uitgegeven door SideOneDummy Records, waarmee dit het tweede uitgave van de band via dit label is. Het nummer "The Neoliberal Anthem" werd in januari 2012 verspreid via de Facebook-pagina van de band.

## Nummers
1. "Controlled Opposition" - 0:22
2. "The Neoliberal Anthem" - 3:18
3. "1915" - 2:52
4. "This Is The New Sound" - 2:46
5. "Bullshit Opportunist" - 2:36
6. "The Ranks of The Masses Rising" - 2:29
7. "Turn a Blind Eye" - 1:19
8. "Broken Bones" - 3:01
9. "I Don't Wanna" - 2:27
10. "Nothing Recedes Like Progress" - 2:18
11. "Resist" - 1:02
12. "The Ghosts of Alexandria" - 2:54

Bonustracks
1. "Wrong Colour" - 2:44 (iTunes)

Iedereen die tussen 6 en 14 maart 2012 naar een van de tours van Anti-Flag om het nieuwe album te promoten ging kreeg een gratis code voor een exclusieve muziekdownload met vijf nummers. De download bevat drie nummers van het album en twee niet eerder uitgegeven nummers.
1. "SKATE" - 1:18
2. "Whistleblower" - 2:39

## Band
- Justin Sane - gitaar, zang
- Chris #2 - basgitaar, zang
- Chris Head - gitaar, zang
- Pat Thetic - drums